# Weihwasserbecken (Espiet)

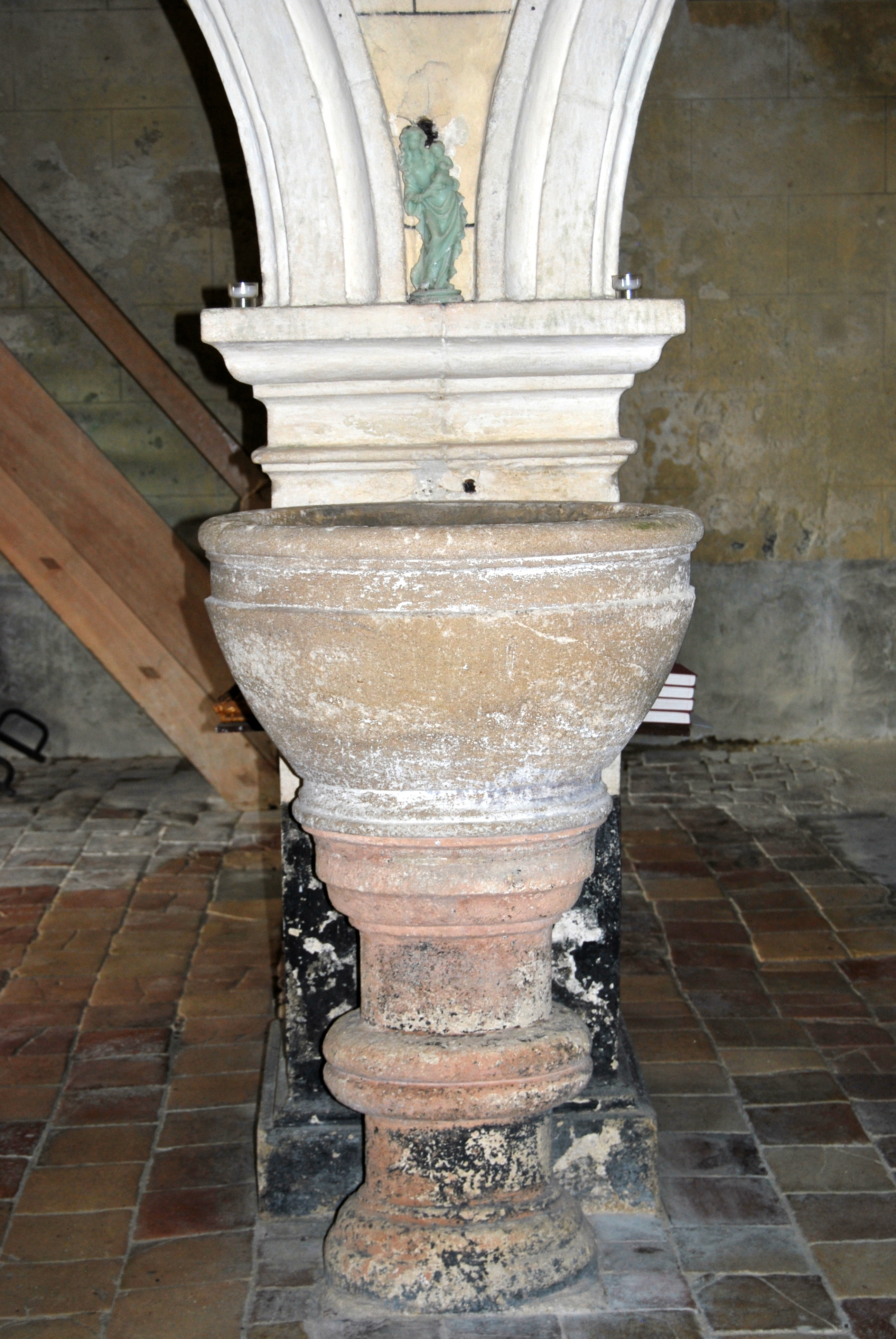
Weihwasserbecken in Espiet

Das Weihwasserbecken in der Kirche Notre-Dame in Espiet, einer französischen Gemeinde im Département Gironde der Region Nouvelle-Aquitaine, wurde vermutlich im 17. Jahrhundert geschaffen. Im Jahr 1986 wurde das barocke Weihwasserbecken als Monument historique in die Liste der denkmalgeschützten Objekte (Base Palissy) in Frankreich aufgenommen.
Das runde Becken aus Stein steht auf einer Basis mit mehreren Wülsten.